# Universitas Valachorum

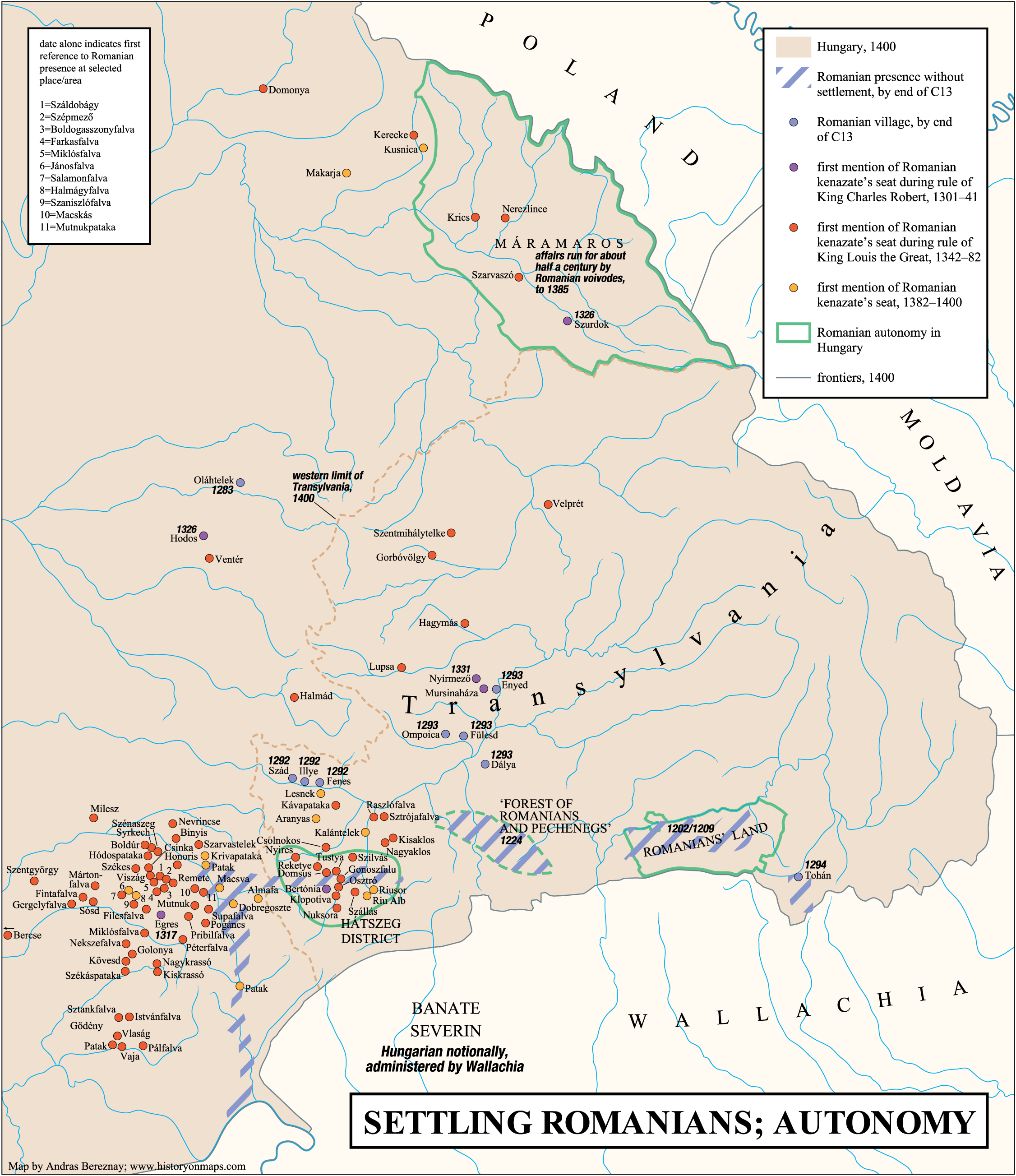
In Quellen Ende 13. Jahrhundert erwähnte walachische Dörfer (hellblau, mit Jahreszahl) und bekannte Weidegebiete in walachischem Besitz (schraffiert). Sitze walachischer Knesen und Woiwoden, erwähnt 1301–41 (violett), 1342–82 (rot) und 1382–1400 (gelb). Es gab im 14. Jahrhundert deutlich mehr walachische Siedlungen. Grün umrandet: Autonomie in der Maramuresch durch walachische Woiwoden für mehr als 50 Jahre bis 1385 (nördlicher, parallel zur politischen Beteiligung der Universitas Valachorum in Siebenbürgen/„Transsylvania“ bis 1366.)

Universitas Valachorum (Stand der Walachen, rumänisch Starea românilor) ist die lateinische Bezeichnung für eine Institution der Selbstverwaltung der Rumänen im mittelalterlichen Transsylvanien.
Die Anfänge dieser Institution sind unklar, sie dürften aber nicht älter als die ungarische Machtausdehnung auf Siebenbürgen im 11. Jahrhundert sein.
Unter Universitas Valachorum wurden die transsylvanischen Rumänen von den eigenen Adeligen (Woiwoden, Knezen) geführt und genossen auch eine eigene Gerichtsbarkeit nach eigenem Recht (Jus Valachorum).
Wenn Siebenbürgen mit externen Bedrohungen wie den Tataren, Kumanen, Sarazenen und anderen Heiden (omnino Tartarorum vel Cumanum Saracenum vel Meugarium) konfrontiert war, rief man den Stand der Rumänen (Universitas Valachorum) zusammen mit den anderen Ständen Siebenbürgens (Universisque nobilibus Ungarorum, Saxonibus, Syculis et Volachis) zur Verteidigung des christlichen Glaubens – so Lodomerus, Erzbischof von Esztergom, 1288.
Als der König von Ungarn oder der Woiwode von Transsylvanien die Generalversammlung der Stände (congregatio generalis) einberief, trat die Universitas Valachorum  zusammen mit den anderen drei Ständen Siebenbürgens auf: dem Adel, den Sachsen und den Szekler (Universis nobilibus, Saxonibus, Syculis et Olachis in partibus Transiluanis) – so König András III 1291, bei Einberufung der Stände Siebenbürgens nach Weißenburg/Alba Iulia.
Das letzte bislang bekannte Dokument über die Einberufung der Universitas Valachorum zur Generalversammlung der Stände Siebenbürgens in Thorenburg/Turda datiert aus dem Jahre 1355.
Allmählich nach 1366 verloren die Rumänen ihren Status als Stand und wurden von den Versammlungen der Stände ausgeladen. In jenem Jahr erließ König Ludwig I. von Ungarn in der Stadt Turda/Torda/Thorenburg ein law-and-order Dekret, das zum Teil gezielt gegen die Rumänen gerichtet war (presumptuosam astuciam diversorum malefactorum, specialiter Olachorum, in ipsa terra nostra existencium – die bösen Listen verschiedener Übeltäter, besonders Rumänen, die in diesem unserem Land wohnen; ad exterminandum seu delendum in ipsa terra malefactores quarumlibet nacionum, signanter Olachorum – zu vertreiben oder auslöschen aus diesem Land die Übeltäter jedweder Nation, nachdrücklich Rumänen).
Durch dasselbe Dekret wird die Zugehörigkeit zum Adelstand von der Zugehörigkeit zur Römisch-Katholischen Kirche bedingt. Folglich werden die Orthodoxen vom Adelstand ausgeschlossen.
Der Hauptgrund für diese Politik war politischer und kirchlicher Natur: für die auf katholische Missionierung gerichtete Anjou-Dynastie, erschien die Existenz einer „schismatischen“ orthodoxen Adelsschicht unkompatibel mit dem katholisch-apostolischen Selbstverständnis der Ungarischen Krone.
Durch das Dekret von Turda wurde den Adelstatus nicht nur vom Besitz über Land und Leibeigenen definiert, sondern bedurfte es auch einer königlichen Bestätigung in Form einer Schenkungsurkunde. Da die rumänische Elite, die größtenteils aus iudices und knezes bestand, die über ihre Untertanen nach althergebrachten rumänischem Recht (ius valachicum) herrschten, zumeist nicht Zustande brachte, die modernen königlichen Schenkungsurkunden zu beschaffen, sahen sich viele rumänische Adelige um ihren Besitz und Stand gebracht.
Durch diesen doppelten Mechanismus – Ausschluss der Orthodoxen aus dem Adelstand und Einführung der königlichen Schenkungsurkunden – waren die Rumänen nicht mehr fähig ihren Stand aufrechtzuerhalten und an die Ständeversammlungen teilzunehmen.
Um ihre Privilegien nicht zu verlieren und auch politisch zu überleben, fügten sich Teile der rumänischen Oberschicht dem Dekret von 1366 und gingen zum Katholizismus über und dann in den ungarischen Adelstand („nobilis Ungaris“) unter. Die nicht bekehrten rumänischen Adeligen konnten auf Dauer ihren Status und Privilegien nicht verteidigen und sanken ins Bauertum wenn nicht in die Leibeigenschaft. Die Masse der orthodoxen Rumänen blieben ohne politischen Führung, und damit ohne Repräsentanzrecht.
Die definitive Besiegelung des politischen und sozialen Ausschlusses der siebenbürgischen Rumänen kam aber nach der Niederschlagung des Bauernaufstandes von 1437, als die Unio Trium Nationum (Vereinigung Dreier Nationen) ausgerufen wurde, welche die Allianz und die alleinige politische Berechtigung der drei Stände der Adligen, der Sachsen und der Szekler proklamierte. Somit wurde dem Universitas Valachorum auch ein verfassungsrechtliches Ende gesetzt.